# Bratkowska Duża

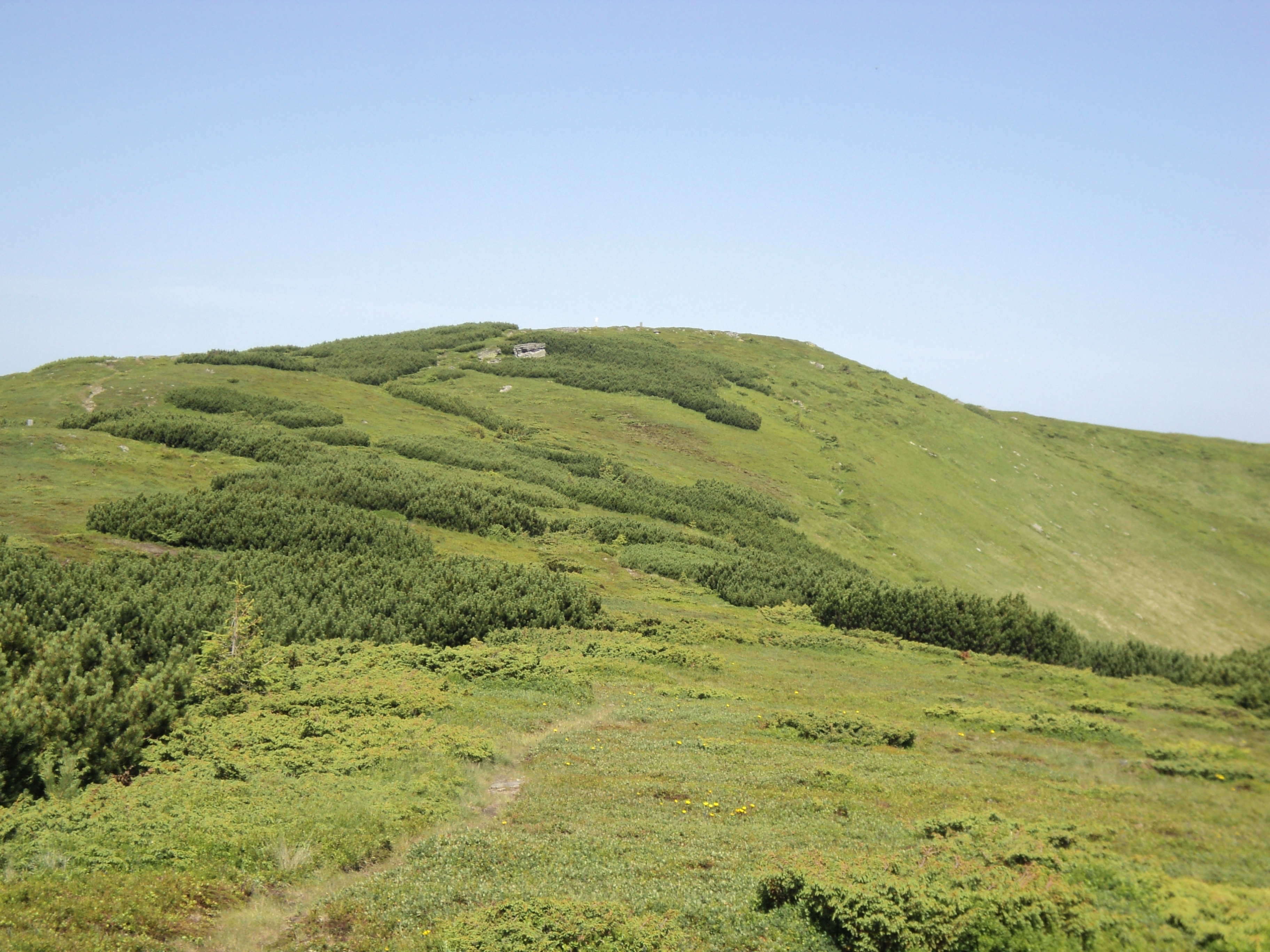
Połonina Bratkowska

Bratkowska Duża (ukr. Велика Братківська, Wełyka Bratkiwśka) – szczyt w Gorganach na Ukrainie. Najwyższy szczyt Połoniny Czarnej (pasma Bratkowskiej).
Przed II wojną światową przebiegała w tym miejscu granica polsko-czechosłowacka i później też polsko-węgierska, do dziś na szczycie znajduje się znak graniczny nr 44.

## Topografia
Szczyt znajduje się w południowej części Gorganów, około 20 km na północ znajduje się Sywula. Bratkowska Duża jest niewidoczna z Bieszczadów. W bezpośrednim sąsiedztwie znajduje się Gropa na północnym zachodzie i Bratkowska Mała na wschodzie. Na południu od wierzchołka odchodzi grzbiet do przełęczy Okole, która oddziela Gorgany od Świdowca, u południowych stoków leży dorzecze Czarnej Cisy. Na północnych stokach swoje źródła mają tutaj rzeki Bratkowiec i strumyk Ciemny.

## Przyroda
Góra pokryta jest niewielką połoniną, w górnych partiach szczytowych podłoże jest kamieniste, występują tez piargi z piaskowca. Poniżej 1700 m n.p.m. od wschodu i zachodu stoki porośnięte są kosodrzewiną, na rzędnych 1400–1600 metrów występują lasy świerkowe.

## Turystyka
Na szczyt można dotrzeć:
 – od południa szlakiem zielonym z przełęczy Okole, na którą można dotrzeć szlakiem żółtym z Jasiny lub niebieskim ze szczytu Trojaska
 – ze wschodu niebieskim szlakiem z Rafajłowej
Poza tym na Bratkowską Dużą można się dostać nieznakowaną ścieżką z Gropy. Zarówno przy zielonym jak i niebieskim szlaku znajdują się pola biwakowe.